# Pedicularis pallasii
Pedicularis pallasii là loài thực vật có hoa thuộc họ Cỏ chổi. Loài này được Vved. mô tả khoa học đầu tiên.